# 沖口誠
沖口誠（おきぐち まこと，1985年11月22日—）日本男子競技體操運動員，專長項目是跳馬和雙槓。大阪府出生，畢業於日本体育大学，現隸屬於KONAMI体操部，現任教練為加藤裕之、佐藤寿治和森泉貴博。

## 簡歷
2011年10月，沖口誠代表日本出戰東京舉行的世界競技體操錦標賽，奪得团体銀牌、跳馬銅牌。